# Poecilochorema circumvolutum
Poecilochorema circumvolutum is een schietmot uit de
familie Hydrobiosidae. De soort komt voor in het Australaziatisch gebied.